# Eurythoe rullieri
Eurythoe rullieri är en ringmaskart som beskrevs av Fauvel 1953. Eurythoe rullieri ingår i släktet Eurythoe och familjen Amphinomidae. Inga underarter finns listade i Catalogue of Life.